# Mijntje Donners
Wilhelmina Petronella Ardina Maria Donners, mais conhecida como Mijntje Donners ('s-Hertogenbosch, 4 de fevereiro de 1974), é uma ex-jogadora de hóquei sobre a grama neerlandesa que já atuou pela seleção de seu país. Conquistou três medalhas olímpicas, uma de prata e duas de bronze.

## Carreira

### Olimpíadas de 1996
Nos Jogos de Atlanta de 1996, Mijntje e suas companheiras de equipe levaram a seleção neerlandesa à conquista da medalha de bronze do torneio olímpico. Na partida de disputa do terceiro lugar, os Países Baixos empataram em 0 a 0 com a Grã-Bretanha no tempo regular, e venceram nos tiros livres.

### Olimpíadas de 2000
Nos Jogos de Sydney de 2000, Wilhelmina e suas companheiras de equipe levaram a seleção neerlandesa à conquista da medalha de bronze do torneio olímpico. Na primeira fase, os Países Baixos terminaram em terceiro lugar do grupo. Na segunda fase, composta por um único grupo de seis equipes, as neerlandesas também ficaram em terceiro, classificando-se assim para a disputa do bronze. Nesta partida, Mijntje Donners ajudou seu time na vitória de 2 a 0 sobre a Espanha.

### Olimpíadas de 2004
Mijntje conquistou uma medalha de prata nos Jogos Olímpicos de Atenas de 2004. A seleção neerlandesa chegou às semifinais após terminar a fase de grupos do torneio em primeiro lugar, com quatro vitórias em quatro jogos. Em 24 de agosto, os Países Baixos derrotaram a Argentina por 4 a 2, conseguindo vaga na grande final, que foi disputada dois dias depois contra as alemãs. Na decisão, a Alemanha venceu por 2 a 1, e Mijntje ficou com a prata.